# Vuelta Ciclista a Chiloé
La Vuelta a Chiloé o Vuelta Ciclista a Chiloé o Vuelta Ciclística a Chiloé es una carrera de Ciclismo en ruta realizada en la Región de Los Lagos específicamente en el Archipiélago de Chiloé en Chile.  Es considerada la carrera de ciclismo de carretera más austral del mundo y se realiza en los meses de marzo de cada año.

## Historia
El Club Deportivo Ciclistas de Castro es el organizador, y desde su primera versión se propuso organizar una Vuelta Ciclista de primer nivel, en el Archipiélago de Chiloé, con estándares internacionales de seguridad, logística, comunicaciones, hospitalidad y un muy alto nivel deportivo. Además se  comprometieron a poner como protagonistas los hitos turísticos y patrimoniales de Chiloé en todas las etapas de la competencia, 6 Iglesias de Chiloé, declaradas Patrimonio de la Humanidad por la UNESCO han sido el punto de partida o meta, ha visitado en sus recorridos el Parque nacional Chiloé, los palafitos de Castro, el Mercado de Dalcahue, las isla Quinchao y la isla Lemuy. 
La Vuelta Ciclista a Chiloé tuvo su origen en el año 2014, con Vuelta Ciclista a Dalcahue, una carrera de  3 etapas, en la que inmediatamente pusieron sus ojos los ciclistas de Chile y el mundo, especialmente, por lo atractivo que resultaba competir en bicicleta en una isla con una riqueza patrimonial y cultural enorme, además de contar naturalmente con un terreno que presenta muchos desafíos para los ciclistas, con una geografía muy quebrada y un clima impredecible y  cambiante. 
Inmediatamente terminada la Vuelta Ciclista a Dalcahue, sus organizadores se decidieron a darle continuidad al proyecto y posicionarlo como un evento deportivo distinto, en el que además del deporte exista mucha cultura tradicional y que sea protagonista con música y bailes tradicionales, muestras gastronómicas y variadas actividades deportivas orientadas a toda la familia. 
Así también, se propusieron que en  un plazo de 5 años convertirse en una competencia reconocida por la UCI (Unión Ciclista Internacional), organización que regula el desarrollo del deporte ciclista en todo el mundo y exige altísimos estándares organizativos y en todo sentido, lo que la habilita para entregar Puntos UCI, que son necesarios para clasificar a los Juegos Olímpicos y las competencias más importantes del mundo.
En marzo de 2016 se realizó la primera Vuelta Ciclista a Chiloé con gran éxito, en esta ocasión participaron más de 100 ciclistas y 2 equipos internacionales, lograron la participación de 2 campeones panamericanos y muchos seleccionados nacionales, hubo un altísimo nivel deportivo y de seguridad y el ganador fue Germán Bustamante del equipo Black Sheep.
La llegada de los referentes continentales del deporte a la isla, trajo consigo la atención del mundo ciclístico y de las autoridades de la UCI, las que evaluaron su desempeño y le permitieron poder cumplir uno de sus principales objetivos como organización, el año 2019 obtiene la categoría UCI 2.2 como carrera del circuito UCI America Tour.

## Palmarés
| Año                                                                             | Ganador             | Segundo         | Tercero            |           |
| ------------------------------------------------------------------------------- | ------------------- | --------------- | ------------------ | --------- |
| competencia de categoría nacional                                               |                     |                 |                    |           |
| 2016                                                                            | Germán Bustamante   | Sebastián Reyes | Martín Westermeyer |           |
| 2017                                                                            | José Luis Rodríguez | Antonio Cabrera | Edison Bravo       |           |
| 2018                                                                            | Matías Arriagada    | Gastón Javier   | Adrián Alvarado    |           |
| entra a formar parte del UCI America Tour como competencia de categoría UCI 2.2 |                     |                 |                    |           |
| 2019                                                                            | Óscar Sevilla       | Pablo Alarcón   | Fabio Duarte       |           |
| 2020                                                                            | cancelada           | cancelada       | cancelada          | cancelada |
| 2021                                                                            |                     |                 |                    |           |

## Palmarés por países
| País   | Victorias |
| ------ | --------- |
| Chile  | 3         |
| España | 1         |